# Terrier tibétain
Le Terrier tibétain, Terrier du Tibet ou Dhoki Apso (apso étant peut-être issu du Tibétain རཔྶོ, une espèce de chèvre à poils longs) est une race de chiens à poil long et de taille moyenne.

## Les chiens d'origines tibétaines
Les chiens tibétains sont répartis en 5 races. Le Lhassa Apso, le Terrier tibétain, l'Épagneul tibétain et le Shih Tzu font partie des chiens de compagnie classées dans le neuvième groupe. Le dogue du Tibet est classé dans le deuxième groupe, le groupe des molosses.

## Historique du Terrier tibétain
Venant du Tibet, il est très polyvalent au Tibet, avertissant du danger. Il est considéré comme un porte-bonheur. S'il a plutôt une fonction de berger dans son pays d'origine, il est clairement destiné à la compagnie en Europe. Introduite en Europe par le Dr Agnes Greig dans les années 1930, la race connaît actuellement un essor certain. Il provient des montagnes tibétaines à plus de 5 000 mètres d'altitude. Les Terriers du Tibet étaient élevés par des moines dans des monastères. Les moines les tenaient en profond respect. 

## Caractère
C'est un chien qui peut être distant avec les étrangers sans montrer d'agressivité[réf. nécessaire]. Il a tout à fait conscience[réf. nécessaire] de sa "petite personne" (ainsi que le nomment les Tibétains) et demande une éducation ferme mais toute en subtilité !
Il s'éduque néanmoins facilement[réf. nécessaire], ainsi que le prouve son utilisation croissante en agility (parcours d'obstacle à effectuer en un minimum de temps)[réf. nécessaire]. L'entretien de son poil double n'est pas à négliger : il faut compter un brossage à fond toutes les semaines qui peut durer jusqu'à une heure. il est déconseillé de le tondre, ce qui a pour effet d'endommager la structure du poil qui feutre alors de plus en plus. Le Terrier du Tibet ne supporte pas la solitude[réf. nécessaire] ; il est très attaché à sa famille[réf. nécessaire] sans pour autant être exclusif[réf. nécessaire]. Il ne montre pas d'agressivité particulière[réf. nécessaire] lors de rencontres avec ses congénères. Comme pour toute race de chien, il est utile d'amener tout chiot dans des classes spécialement adaptées[réf. nécessaire] proposées par les clubs cynophiles[réf. nécessaire]. Il mesure environ 40 cm au garrot et pèse de 10 à 12 kg pour les mâles, et un peu moins pour les femelles. Afin d'instaurer une complicité maximale[réf. nécessaire] avec lui, il est absolument nécessaire de le considérer comme un membre à part entière de la famille[réf. nécessaire]. Le terrier tibétain vieillit très bien et il n'est pas rare de le voir atteindre, voire dépasser, les 15 ou 16 ans. C'est un chien très dynamique[réf. nécessaire] et sociable .

## Standard
- Aspect général : robuste, de taille moyenne, à poil long; inscriptible dans un carré. Expression déterminée.

- Comportement/caractère : plein d'entrain; bon naturel. Chien de compagnie fidèle, doué de nombreux attraits. Sociable, vif, intelligent et plein d'allant; ni farouche, ni batailleur. Ne prodigue pas son affection aux étrangers.

- Tête : la tête est bien pourvue de poils longs, tombant en avant sur les yeux. La mâchoire inférieure porte un peu de barbe, mais sans exagération.

- Région crânienne : crâne : de longueur moyenne, ni large, ni grossier, se rétrécissant légèrement de l'oreille à l'œil; il n'est pas en dôme; il n'est pas non plus absolument plat entre les oreilles.

- Stop : marqué sans exagération.

- Région faciale :

Truffe : noire.
Museau : fort. La distance de l'œil à l'extrémité de la truffe est égale à la distance de l'œil à la base du crâne.
Mâchoires/dents : la mâchoire inférieure est bien développée.
Incisives disposées de façon à décrire une légère courbe, régulièrement espacées et implantées bien d'équerre par rapport à la mâchoire. Articulé en ciseaux ou ciseaux renversés.
Joues : les zygomatiques sont incurvés, mais pas développés au point de faire une saillie.
Yeux : grands, ronds, ni proéminents ni enfoncés dans les orbites. Ils sont assez écartés. Le bord des paupières est foncé. Les yeux sont de couleur marron foncé.
Oreilles : elles pendent, mais ne sont pas trop serrées contre la tête; elles ont la forme d'un V; elles ne sont pas trop grandes et portent de lourdes franges.
- Corps : bien musclé, ramassé et puissant. La distance de la pointe de l'épaule à l'attache de la queue est égale à la hauteur au garrot.

Dos : droit.
Rein : court, légèrement voussé.
Croupe : horizontale.
Poitrine : côtes bien développées à l'arrière du thorax.
- Queue : de longueur moyenne, attachée assez haut et portée gaiement en formant une boucle au-dessus du dos. Elle est très bien garnie de poils. Présence fréquente d'un nœud près de l'extrémité, ce qui est admis.

- Membres antérieurs : membres antérieurs droits et parallèles, abondamment garnis de poils.

Épaules : bien inclinées.
Métacarpes : légèrement obliques.
Membres postérieurs : abondante garniture de poils.
Grassets : bien angulés.
Jarrets : bien descendus.
- Pieds : les pieds sont grands, ronds et abondamment garnis de poils entre les doigts et les coussinets. Le chien, debout, est bien planté sur ses coussinets. Les doigts ne sont pas cambrés.

- Allures : allures unies, avec une bonne amplitude du mouvement. Impulsion puissante. Au pas ou au trot, les membres postérieurs ne doivent se placer ni à l'intérieur, ni à l'extérieur des antérieurs.

- Robe

Poil : poil double. Sous-poil fin et laineux; poil de couverture abondant, fin, mais ni soyeux ni laineux; long, soit droit, soit ondulé mais pas bouclé.
Couleur : blanc, doré, crème, gris ou fumée, noir, particolore et tricolore; en fait n'importe quelle couleur sauf chocolat ou foie(marron).
- Taille : hauteur au garrot de 14 à 16 pouces (35,6 à 40,6 cm) chez le mâle. La femelle est légèrement plus petite.

- Défauts : tout écart par rapport à ce qui précède doit être considéré comme un défaut qui sera pénalisé en fonction de sa gravité.

N.B. : Les mâles doivent avoir deux testicules d’aspect normal complètement descendus dans le scrotum.

## Terrier Tibétains connus
Dr Greig et Bunty 1926 
Flax von der Knallerei - LOF no 1 1948 
Dalai Lama et son Tibetan Terrier 'Senge'  1968  1969 ,